# Liviske kyst
Den liviske kyst (livisk: Līvõd Rānda, lettisk: Lībiešu krasts) er et område i Letland beboet af livere. Det befinder sig i det nordlige Kurland og omfatter de tolv liviske landsbyer.
Den 4. februar 1992 oprettede den lettiske regering et kulturelt beskyttet område kaldet Līvõd Rãnda – Den liviske kyst – som omfattede alle de tolv liviske landsbyer: Lūžņa (livisk: Lūž), Miķeļtornis (Pizā), Lielirbe (Īra), Jaunciems (Ūžkilā), Sīkrags (Sīkrõg), Mazirbe (Irē), Košrags (Kuoštrõg), Saunags (Sǟnag), Vaide (Vaid), Kolka (Kūolka), Pitrags (Pitrõg), og Melnsils (Mustānum). (De fremhævede navne er byernes lettiske navne).
Den lettiske regering fraråder al tilflytning af etniske lettere og andre ikke-livere i dette område og forbyder ændringer af de historiske tolv byer. Det er også forbudt at åbne hoteller, restauranter eller andre offentlige etableringer som kunne påvirke den liviske kultur eller tiltrække fremmede til området.
Den sidste liver, der havde livisk som sit modersmål, Viktor Berthold døde d. 28. februar 2009. Sproget er dog stadig andet sprog for ca. 20 mennesker, hvor deres første sprog er lettisk. Ca. 2000 mennesker betragter sig selv som livere, heraf er 1700 bosiddende på den liviske kyst.
57°36′00″N 21°58′01″Ø / 57.6°N 21.967°Ø